# Сульфит меди(I,II)

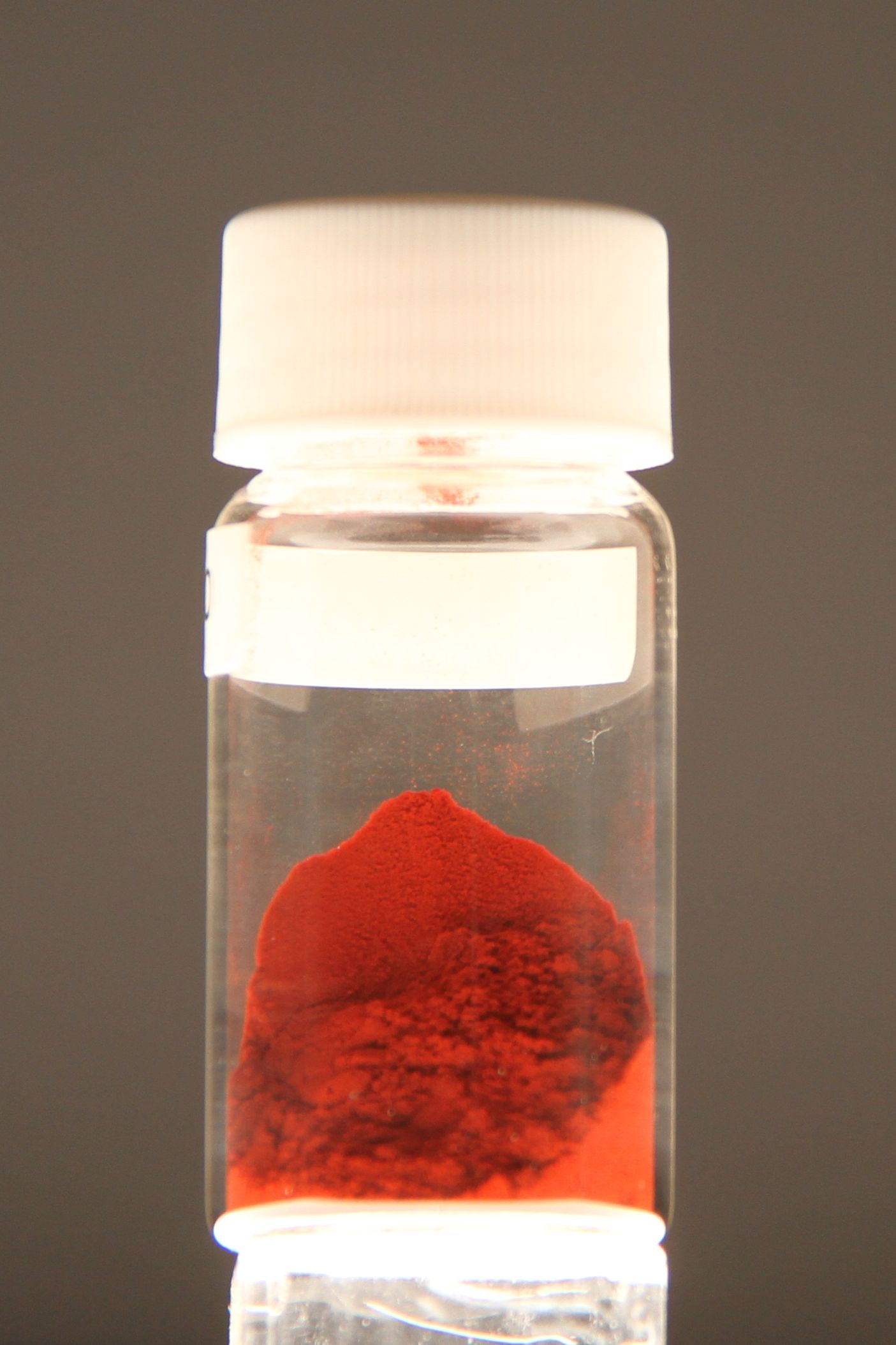
Соль Шевреля в виале

Сульфит меди(I,II) — (соль Шевреля) неорганическое соединение,
кристаллогидрат соли смешанной валентности меди и сернистой кислоты с формулой Cu2SO3•CuSO3•2H2O,
красные кристаллы,
не растворяется в воде.

## Получение
Пропускание диоксида серы через раствор сульфата меди(II):
{\displaystyle {\ce {3CuSO4 + 3SO2 + 6H2O ->[70{°}C] Cu2SO3*CuSO3*2H2O v + 4H2SO4}}}
Смешивание растворов сульфата меди(II) и метабисульфита калия сначала даёт зелёное окрашивание, а затем, при нагревании, выпадает осадок соли Шевреля:
{\displaystyle {\ce {3CuSO4 + 4K2S2O5 + 3H2O ->[t] Cu3(SO3)2*2H2O v + 4K2SO4 + 4SO2 + H2SO4}}}
Использование метабисульфита натрия (и наличие ионов натрия в целом) вызывает загрязнение вещества ввиду частичного замещения ионов меди(I) на ионы натрия из-за их одинакового заряда и схожего размера.

## Физические свойства
Сульфит меди(I,II) образует красные кристаллы
моноклинной сингонии,
пространственная группа P 21/n,
параметры ячейки a = 0,5567 нм, b = 0,7788 нм, c = 0,8364 нм, β = 91,28°, Z = 2.
Не растворяется в воде и этаноле.

## Химические свойства
При взаимодействии с соляной кислотой даёт белый осадок хлорида меди(I):
{\displaystyle {\ce {Cu3(SO3)2*2H2O + 4HCl -> CuCl2 + 2CuCl v + 2H2O + 2H2SO3}}}
При взаимодействии с раствором аммиака, соль растворяется и окрашивает раствор в сине-фиолетовый цвет ввиду образования комплекса тетрааминмеди(II):
{\displaystyle {\ce {Cu3(SO3)2*2H2O + 8NH3 -> [Cu(NH3)4]SO3 + [Cu(NH3)2]2SO3 + 2H2O}}}
При нагревании в инертной атмосфере стабильна до 200 °C. При дальнейшем нагревании отщепляет воду и оксид серы(IV), оставляя осадок CuSO4•Cu2O и CuSO4•2CuO. При 850 °C образуется CuO, в промежутке от 900 °C до 1100 °C образуется Cu2O. Нагревание на воздухе даёт CuSO4, CuSO3 и CuO.